# Campeonato Europeo de Balonmano Masculino de 2010
El IX Campeonato Europeo de Balonmano Masculino se celebró en Austria entre el 19 y el 31 de enero de 2010, bajo la organización de la Federación Europea de Balonmano (EHF) y la Federación Austríaca de Balonmano.
Un total de 16 selecciones europeas compitieron en el evento por el título de campeón continental, cuyo anterior portador era el equipo nacional de Dinamarca, ganador del Europeo de 2008. En esta ocasión, la selección francesa se alzó con el título al derrotar en la final a la croata; el bronce fue para Islandia.

## Sedes
| Grupo       | Ciudad          | Instalación        | Capacidad |
| ----------- | --------------- | ------------------ | --------- |
| A           | Graz            | Pabellón Municipal | 5000      |
| B           | Linz            | Intersport Arena   | 6000      |
| C           | Innsbruck       | Olympiahalle       | 10 000    |
| D           | Wiener Neustadt | Arena Nova         | 5000      |
| Ronda final | Viena           | Pabellón Municipal | 11 000    |

## Grupos
| Grupo A | Grupo B   | Grupo C   | Grupo D         |
| ------- | --------- | --------- | --------------- |
| Croacia | Dinamarca | Alemania  | Francia         |
| Rusia   | Islandia  | Suecia    | España          |
| Noruega | Austria   | Polonia   | Hungría         |
| Ucrania | Serbia    | Eslovenia | República Checa |

## Primera Fase
Los primeros tres de cada grupo alcanzan la fase principal. Los equipos restantes juegan entre sí por los puestos 13 a 16.

### Grupo A
| Equipo  | J | G | E | P | GF | GC | DG | PTS |
| ------- | - | - | - | - | -- | -- | -- | --- |
| Croacia | 3 | 3 | 0 | 0 | 83 | 76 | +7 | 6   |
| Noruega | 3 | 2 | 0 | 1 | 82 | 78 | +4 | 4   |
| Rusia   | 3 | 1 | 0 | 2 | 89 | 91 | -2 | 2   |
| Ucrania | 3 | 0 | 0 | 3 | 87 | 96 | -9 | 0   |

- Resultados

| Fecha | Hora² | Partido¹ | Partido¹ | Partido¹ | Resultado |
| ----- | ----- | -------- | -------- | -------- | --------- |
| 19.01 | 18:10 | Rusia    | -        | Ucrania  | 37-33     |
| 19.01 | 20:10 | Croacia  | -        | Noruega  | 25-23     |
| 21.01 | 18:10 | Ucrania  | -        | Croacia  | 25-28     |
| 21.01 | 20:10 | Noruega  | -        | Rusia    | 28-24     |
| 23.01 | 18:10 | Croacia  | -        | Rusia    | 30-28     |
| 23.01 | 20:10 | Noruega  | -        | Ucrania  | 31-29     |

- (¹) -  Todos en Graz
- (²) -  Hora local de Austria (UTC+1)

### Grupo B
| Equipo    | J | G | E | P | GF  | GC  | DG  | PTS |
| --------- | - | - | - | - | --- | --- | --- | --- |
| Islandia  | 3 | 1 | 2 | 0 | 93  | 88  | +5  | 4   |
| Dinamarca | 3 | 2 | 0 | 1 | 83  | 79  | +4  | 4   |
| Austria   | 3 | 1 | 1 | 1 | 103 | 101 | +2  | 3   |
| Serbia    | 3 | 0 | 1 | 2 | 83  | 94  | -11 | 1   |

- Resultados

| Fecha | Hora² | Partido¹  | Partido¹ | Partido¹  | Resultado |
| ----- | ----- | --------- | -------- | --------- | --------- |
| 19.01 | 18:00 | Dinamarca | -        | Austria   | 33-29     |
| 19.01 | 20:15 | Islandia  | -        | Serbia    | 29-29     |
| 21.01 | 18:00 | Austria   | -        | Islandia  | 37-37     |
| 21.01 | 20:15 | Serbia    | -        | Dinamarca | 23-28     |
| 23.01 | 18:00 | Austria   | -        | Serbia    | 37-31     |
| 23.01 | 20:15 | Dinamarca | -        | Islandia  | 22-27     |

- (¹) -  Todos en Linz
- (²) -  Hora local de Austria (UTC+1)

### Grupo C
| Equipo    | J | G | E | P | GF | GC | DG | PTS |
| --------- | - | - | - | - | -- | -- | -- | --- |
| Polonia   | 3 | 2 | 1 | 0 | 84 | 79 | +5 | 5   |
| Eslovenia | 3 | 1 | 2 | 0 | 91 | 89 | +2 | 4   |
| Alemania  | 3 | 1 | 1 | 1 | 89 | 90 | -1 | 3   |
| Suecia    | 3 | 0 | 0 | 3 | 78 | 84 | -6 | 0   |

- Resultados

| Fecha | Hora² | Partido¹  | Partido¹ | Partido¹  | Resultado |
| ----- | ----- | --------- | -------- | --------- | --------- |
| 19.01 | 18:30 | Alemania  | -        | Polonia   | 25-27     |
| 19.01 | 20:30 | Suecia    | -        | Eslovenia | 25-27     |
| 21.01 | 18:30 | Eslovenia | -        | Alemania  | 34-34     |
| 21.01 | 20:30 | Polonia   | -        | Suecia    | 27-24     |
| 23.01 | 18:15 | Alemania  | -        | Suecia    | 30-29     |
| 23.01 | 20:15 | Polonia   | -        | Eslovenia | 30-30     |

- (¹) -  Todos en Innsbruck
- (²) -  Hora local de Austria (UTC+1)

### Grupo D
| Equipo          | J | G | E | P | GF | GC | DG  | PTS |
| --------------- | - | - | - | - | -- | -- | --- | --- |
| España          | 3 | 2 | 1 | 0 | 95 | 74 | +21 | 5   |
| Francia         | 3 | 1 | 2 | 0 | 74 | 73 | +1  | 4   |
| República Checa | 3 | 1 | 0 | 2 | 78 | 84 | -6  | 2   |
| Hungría         | 3 | 0 | 1 | 2 | 80 | 96 | -16 | 1   |

- Resultados

| Fecha | Hora² | Partido¹        | Partido¹ | Partido¹        | Resultado |
| ----- | ----- | --------------- | -------- | --------------- | --------- |
| 19.01 | 18:15 | España          | -        | República Checa | 37-25     |
| 19.01 | 20:15 | Francia         | -        | Hungría         | 29-29     |
| 21.01 | 18:15 | República Checa | -        | Francia         | 20-21     |
| 21.01 | 20:15 | Hungría         | -        | España          | 25-34     |
| 23.01 | 18:15 | Francia         | -        | España          | 24-24     |
| 23.01 | 20:15 | Hungría         | -        | República Checa | 26-33     |

- (¹) -  Todos en Wiener Neustadt
- (²) -  Hora local de Austria (UTC+1)

## Segunda fase
Los primeros tres equipos de los grupos A y B juegan entre sí en el grupo I y los primeros tres de los grupos C y D en el grupo II; cada equipo conserva los puntos obtenidos con sus rivales anteriores también clasificados. Los 2 primeros de cada grupo se clasifican para las semifinales.

### Grupo I
| Equipo    | J | G | E | P | GF  | GC  | DG  | PTS |
| --------- | - | - | - | - | --- | --- | --- | --- |
| Croacia   | 5 | 4 | 1 | 0 | 134 | 123 | +11 | 9   |
| Islandia  | 5 | 3 | 2 | 0 | 163 | 149 | +14 | 8   |
| Dinamarca | 5 | 3 | 0 | 2 | 136 | 134 | +2  | 6   |
| Noruega   | 5 | 2 | 0 | 3 | 138 | 135 | +3  | 4   |
| Austria   | 5 | 1 | 1 | 3 | 147 | 156 | -9  | 3   |
| Rusia     | 5 | 0 | 0 | 5 | 140 | 161 | -21 | 0   |

- Resultados

| Fecha | Hora² | Partido¹ | Partido¹ | Partido¹  | Resultado |
| ----- | ----- | -------- | -------- | --------- | --------- |
| 25.01 | 16:00 | Croacia  | -        | Islandia  | 26-26     |
| 25.01 | 18:00 | Noruega  | -        | Austria   | 30-27     |
| 25.01 | 20:15 | Rusia    | -        | Dinamarca | 28-34     |
| 26.01 | 16:00 | Rusia    | -        | Islandia  | 30-38     |
| 26.01 | 18:00 | Croacia  | -        | Austria   | 26-23     |
| 26.01 | 20:15 | Noruega  | -        | Dinamarca | 23-24     |
| 28.01 | 16:00 | Noruega  | -        | Islandia  | 34-35     |
| 28.01 | 18:00 | Rusia    | -        | Austria   | 30-31     |
| 28.01 | 20:15 | Croacia  | -        | Dinamarca | 27-23     |

- (¹) -  Todos en Viena
- (²) -  Hora local de Austria (UTC+1)

### Grupo II
| Equipo          | J | G | E | P | GF  | GC  | DG  | PTS |
| --------------- | - | - | - | - | --- | --- | --- | --- |
| Francia         | 5 | 4 | 1 | 0 | 135 | 118 | +17 | 9   |
| Polonia         | 5 | 3 | 1 | 1 | 148 | 144 | +4  | 7   |
| España          | 5 | 3 | 1 | 1 | 152 | 133 | +19 | 7   |
| República Checa | 5 | 1 | 1 | 2 | 142 | 154 | -12 | 3   |
| Alemania        | 5 | 0 | 2 | 3 | 127 | 136 | -9  | 2   |
| Eslovenia       | 5 | 0 | 2 | 3 | 159 | 178 | -19 | 2   |

- Resultados

| Fecha | Hora² | Partido¹  | Partido¹ | Partido¹        | Resultado |
| ----- | ----- | --------- | -------- | --------------- | --------- |
| 24.01 | 16:30 | Alemania  | -        | Francia         | 22-24     |
| 24.01 | 18:30 | Polonia   | -        | España          | 32-26     |
| 24.01 | 20:30 | Eslovenia | -        | República Checa | 35-37     |
| 26.01 | 16:15 | Eslovenia | -        | Francia         | 28-37     |
| 26.01 | 18:15 | Alemania  | -        | España          | 20-25     |
| 26.01 | 20:15 | Polonia   | -        | República Checa | 35-34     |
| 28.01 | 16:30 | Alemania  | -        | República Checa | 26-26     |
| 28.01 | 18:30 | Eslovenia | -        | España          | 32-40     |
| 28.01 | 20:30 | Polonia   | -        | Francia         | 24-29     |

- (¹) -  Todos en Innsbruck
- (²) -  Hora local de Austria (UTC+1)

## Fase final
|  | Semifinales | Semifinales |    |         | Final         | Final |  |
|  |             |             |    |         |               |       |  |
|  |             |             |    |         |               |       |  |
|  |             |             |    |         |               |       |  |
|  | Croacia     | 24          |    |         |               |       |  |
|  | Polonia     | 21          |    |         |               |       |  |
|  |             |             |    |         |               |       |  |
|  |             |             |    |         |               |       |  |
|  |             |             |    |         | Croacia       | 21    |  |
|  |             | Francia     | 25 |         |               |       |  |
|  |             |             |    |         |               |       |  |
|  |             |             |    |         |               |       |  |
|  |             |             |    |         | Tercer Puesto |       |  |
|  |             |             |    |         |               |       |  |
|  | Islandia    | 28          |    | Polonia | 26            |       |  |
|  | Francia     | 36          |    |         | Islandia      | 29    |  |

### Semifinales
| Fecha | Hora² | Partido¹ | Partido¹ | Partido¹ | Resultado |
| ----- | ----- | -------- | -------- | -------- | --------- |
| 30.01 | 14:00 | Islandia | -        | Francia  | 28-36     |
| 30.01 | 16:30 | Croacia  | -        | Polonia  | 24-21     |

- (¹) -  En Viena
- (²) -  Hora local de Austria (UTC+1)

### Quinto lugar
| Fecha | Hora² | Partido¹  | Partido¹ | Partido¹ | Resultado |
| ----- | ----- | --------- | -------- | -------- | --------- |
| 30.01 | 11:30 | Dinamarca | -        | España   | 34-27     |

### Tercer lugar
| Fecha | Hora² | Partido¹ | Partido¹ | Partido¹ | Resultado |
| ----- | ----- | -------- | -------- | -------- | --------- |
| 31.01 | 15:00 | Islandia | -        | Polonia  | 29-26     |

### Final
| Fecha | Hora² | Partido¹ | Partido¹ | Partido¹ | Resultado |
| ----- | ----- | -------- | -------- | -------- | --------- |
| 31.01 | 17:30 | Francia  | -        | Croacia  | 25-21     |

- (¹) -  En Viena
- (²) -  Hora local de Austria (UTC+1)

## Medallero
|         |         |          |
| Francia | Croacia | Islandia |

## Estadísticas

### Clasificación general
| 1. Francia         |
| 2. Croacia         |
| 3. Islandia        |
| 4. Polonia         |
| 5. Dinamarca       |
| 6. España          |
| 7. Noruega         |
| 8. República Checa |
| 9. Austria         |
| 10. Alemania       |
| 11. Eslovenia      |
| 12. Rusia          |
| 13. Serbia         |
| 14. Hungría        |
| 15. Suecia         |
| 16. Ucrania        |

### Máximos goleadores
| Puesto | Nombre                   | País            | Goles |
| ------ | ------------------------ | --------------- | ----- |
| 1      | Filip Jícha              | República Checa | 53    |
| 2      | Luka Žvižej              | Eslovenia       | 41    |
| 3      | Nikola Karabatić         | Francia         | 40    |
| 4      | Arnór Atlason            | Islandia        | 39    |
|        | Guðjón Valur Sigurðsson  | Islandia        | 39    |
|        | Håvard Tvedten           | Noruega         | 39    |
| 7      | Ivan Cupic               | Croacia         | 36    |
|        | Snorri Steinn Guðjónsson | Islandia        | 36    |
| 9      | Konstantin Igropulo      | Rusia           | 35    |
| 10     | Róbert Gunnarsson        | Islandia        | 34    |

### Mejores porteros
| Puesto | Nombre             | País      | Porcentaje |
| ------ | ------------------ | --------- | ---------- |
| 1      | Sławomir Szmal     | Polonia   | 38,9 %     |
| 2      | Thierry Omeyer     | Francia   | 37,5 %     |
| 3      | Mirko Alilović     | Croacia   | 36,2 %     |
| 4      | Mattias Andersson  | Suecia    | 35,9 %     |
| 5      | Thomas Bauer       | Austria   | 34,5 %     |
| 6      | Johannes Bitter    | Alemania  | 34,4 %     |
| 7      | Martin Galia       | Croacia   | 33,9 %     |
|        | Silvio Heinevetter | Alemania  | 33,9 %     |
| 9      | Gennadiy Komok     | Ucrania   | 33,7 %     |
| 10     | Kasper Hvidt       | Dinamarca | 33,5 %     |

### Equipo ideal
| Jugador           | País            | Puesto            |
| ----------------- | --------------- | ----------------- |
| Slawomir Szmal    | Polonia         | Portero           |
| Manuel Štrlek     | Croacia         | Extremo izquierdo |
| Filip Jicha       | República Checa | Lateral izquierdo |
| Nikola Karabatić  | Francia         | Central           |
| Ólafur Stefánsson | Islandia        | Lateral derecho   |
| Luc Abalo         | Francia         | Extremo derecho   |
| Igor Vori         | Croacia         | Pivote            |